# 切里纳蒙费拉托

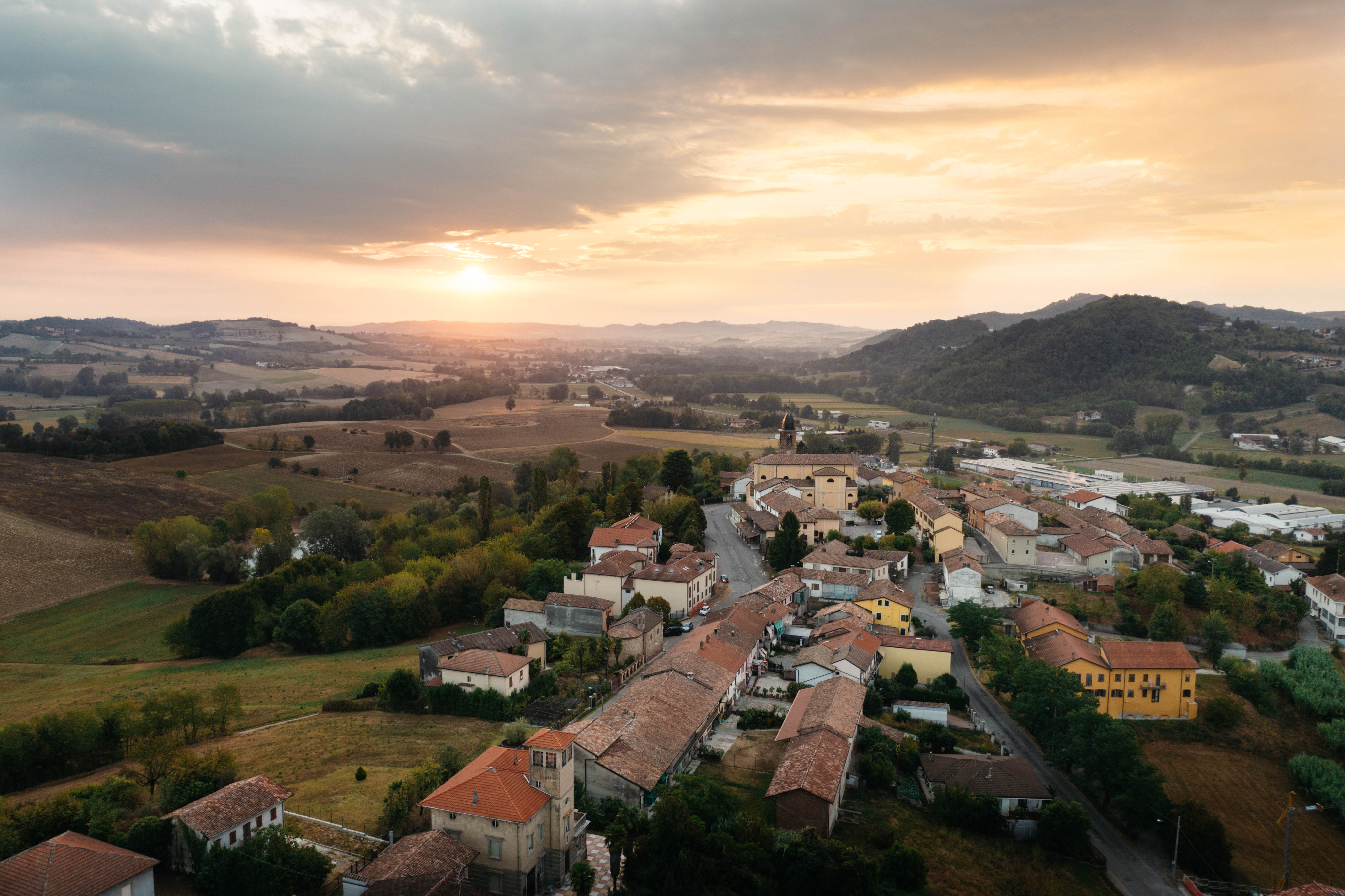

切里纳蒙费拉托（義大利語：Cerrina Monferrato），是意大利亚历山德里亚省的一个市镇。总面积17.09平方公里，人口1552人，人口密度90.8人/平方公里（2009年）。ISTAT代码为006059。